# Rutana (commune)
Rutana is een gemeente (commune) in de provincie Rutana in Burundi.  De hoofdplaats van de gemeente draagt dezelfde naam.